# Tabela de decisão
A Tabela de decisão é uma maneira de expressar, em forma de tabela, qual o conjunto de condições que é necessário ocorrer para que um determinado conjunto de ações deva ser executado. O ponto principal de uma tabela de decisão é a regra de decisão, que define o conjunto de ações a ser tomado, a partir de um conjunto de condições.
Uma tabela de decisão é composta de:
- uma área de condições, onde são relacionadas as condições que devem ser verificadas para que seja executado um conjunto de ações;
- uma área de ações, que exibe o conjunto de ações que deve ser executado caso um determinado conjunto de condições ocorra;
- regras de decisão, representadas pelas colunas, que apresentam a combinação das condições com as ações a serem executadas.

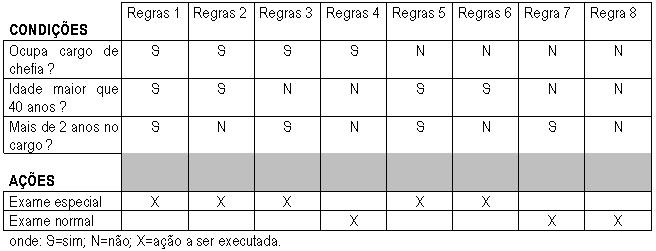

Na tabela acima, definimos que para ser considerado exame especial, o avaliado teria que ter mais de 40 anos ou cargo de chefia com mais de 2 anos no cargo.
Para que seja definida a quantidade de regras da tabela, basta que multipliquemos a quantidade de respostas possíveis de cada condição.
Ex.
Condição 1 sim/não:     = 2
Condição 2 sim/não:     = 2
Condição 3 sim/não:     = 2
Quantidade de Regras:   = 2 x 2 x 2 = 8